# Laotiaanse rotsrat
De Laotiaanse rotsrat (Laonastes aenigmamus) is een knaagdier uit de familie Diatomyidae, waarvan het de enige levende soort is. De soort is alleen bekend uit de regio Khammuan van Laos. De soort werd beschreven in een artikel van 18 april 2005 door onder andere de Britse mammaloge Jenkins. Ze vonden Laonastes zo verschillend van andere knaagdieren dat hij in een nieuwe familie, Laonastidae, geplaatst werd. De dieren lijken op grote donkere ratten met dikke harige staart. Hun schedels zijn zeer distinctief en hebben kenmerken die van alle andere zoogdieren verschillen.
Na verder onderzoek is op 9 maart 2006 bekendgemaakt, dat het dier niet bij een geheel nieuwe familie hoort, maar bij de Diatomyidae, die eerder als uitgestorven werd beschouwd. Het is dus een levend fossiel.

## Een nieuwe familie
De ontdekking van een nieuwe levende zoogdierfamilie is vrij zeldzaam. De laatste keer dat het gebeurde was met de ontdekking van Kitti's varkensneusvleermuis (Craseonycteris thonglongyai; familie Craseonycteridae) in 1974. Enkele andere families die ook pas in de 20e eeuw zijn beschreven worden meestal of vaak niet als aparte families gezien.

## Etymologie
De naam van het geslacht, Laonastes, betekent "bewoner van rotsen", wat refereert aan zijn woonplaats bij lijmsteenrotsen. De soortnaam aenigmamus betekent "unieke muis", wat refereert aan zijn onbekende positie tussen de andere knaagdieren.

## Ontdekking
De eerste exemplaren werden gevonden in een markt in Thakhek als vlees voor de verkoop in 1996. Overblijfselen van drie andere dieren werden verzameld in 1998 van dorpelingen en uilenballen. Anno 2005 heeft geen enkele wetenschapper uit het Westen een levende Laonastes gezien. De ontdekkers vonden ook twee andere zoogdiersoorten op hun expeditie naar Laos: de rat Saxatilomys paulinae (een nieuw geslacht, genoemd naar Pauline Jenkins) en Hylomys megalotis, een haaregel.
Robbert Timmins, van de Wildlife Conservation Society, heeft met hulp van de lokale bevolking vallen uitgezet om zo een levend exemplaar te vangen. Dat is de normale methode om kleine zoogdieren te vangen.

## Beschrijving
Het dier lijkt op een kruising van een eekhoorn en een grote, donkere rat of op een rat met een dikke harige staart. De dieren zijn zo'n 26 cm lang met een staart van 14 cm en wegen zo'n 400 g.
De Laotiaanse rotsrat is niet bang voor mensen. De gang is waggelend.

## Natuurlijke historie
Laonastes komt voor in kalksteengebieden. Dorpelingen kennen het dier (ze noemen het "kha-nyou") en jagen op ze om ze te eten. Ze zijn waarschijnlijk 's nachts actief.
Ze zijn waarschijnlijk voornamelijk planteneters die bladeren, gras en zaden eten. Mogelijk eten ze ook insecten, maar niet al te veel. Vrouwtjes krijgen waarschijnlijk slechts één jong.

## Verwantschappen
De Laotiaanse rotsrat is, binnen de orde knaagdieren, het nauwste verwant aan de kamvingers (Ctenodactylidae), die weer verwant zijn aan de Hystricognathi, waar naast cavia's, stekelvarkens en chinchilla's ook minder bekende dieren als de naakte molrat en rietratten bij horen.
De resultaten van de fylogenetische analyses van de ontdekkers spreken elkaar echter wat tegen. Zowel morfologie als moleculaire technieken tonen aan dat het dier verwant is aan de Hystricognathi, maar volgens de morfologische analyse zijn alle andere Hystricognathi meer aan elkaar verwant dan aan Laonastes, terwijl moleculaire analyses suggereren dat Laonastes verwant is aan de levende Afrikaanse Hystricognathi (rotsmuizen, Petromuridae, rietratten, Thryonomyidae en molratten, Bathyergidae). De Laotiaanse rotsrat zou in het bijzonder nauw verwant zijn aan de naakte molrat (Heterocephalus glaber). Een andere soort analyse gebaseerd op dezelfde gegevens geeft echter hetzelfde resultaat als de morfologie. Geen enkele analyse geeft sterke statistische steun voor welke positie van Laonastes dan ook.
Het latere onderzoek van Dawson et al. (2006) gaf aan dat Laonastes in feite het nauwste verwant is aan de Diatomyidae, en specifiek aan Diatomys. Van deze dieren zijn fossielen gevonden in het nabijgelegen Thailand. De Diatomyidae zijn het nauwste verwant aan de kamvingers (Ctenodactylidae), een kleine familie die waarschijnlijk dicht bij de oorsprong van de Hystricognathi staat.
Diatomys · Fallomus · Laotiaanse rotsrat · Willmus